# Кабрера (остров)
Кабре́ра (Исла-де-Кабрера; исп. Isla de Cabrera, кат. Cabrera, лат. Capraia) — небольшой остров в Средиземном море, один из Балеарских островов (Испания). Вместе с рядом более мелких островков входит в состав архипелага Кабрера. Административно относится к муниципии Пальма-де-Мальорка.
Площадь острова — 1154,75 га. Наивысшая точка — холм На-Пикамоскес (Кабрера; кат. Na Picamosques, исп. Cabrera) высотой 172 м.

## Природа, туризм
Остров входит в состав Национального парка архипелага Кабрера, уникального произрастающими на его территории эндемичными видами растений.
Местная достопримечательность — замок Кабрера (исп. Castillo de Cabrera). Остров привлекателен для любителей дайвинга.